# Zharick León
Zharick León  (Cartagena, Kolumbia, 1974. november 17. –) kolumbiai színésznő, modell.

## Élete és pályafutása
1974. november 17-én született Cartagenában. 17 évesen kezdett modellkedni. Első főszerepét 2000-ben játszotta A donde va Soledadban. 2003-ban Rosario Montes szerepét játszotta a Pasión de gavilanes című sorozatban. 2004-ben főszerepet játszott a Dora, la celadorában. 2010-ben a Doña Bella című telenovellában játszott.

## Filmográfia
- Los graduados (2013) .... Patricia
- La ruta blanca (2012) .... Sara Mendoza
- La promesa (2011) .... Luz Miriam 'Indira'
- La Pola  (2010) .... Catarina Salavarrieta
- Doña Bella (2010) .... Bella Cepeda 'Doña Bella'
- Sobregiro de amor (2007) .... Liliana Herrera
- La viuda de Blanco (2006) .... Iluminada Urbina
- El baile de la vida (2005) .... Lina Forero
- Dora, la celadora (2004) .... Dora Lara
- Pasión de gavilanes (2003) .... Rosario Montes
- No renuncies Salomé (2003) .... Laura
- A donde va Soledad (2000)....  Soledad Rivas
- Me llaman Lolita (1999)....  Margarita 'Márgara'
- Rosas del atardecer
- Amor en forma (1998).... Victoria
- Dos mujeres (1997) .... Carolina Urdaneta
- Hombres
- Magazín Non Plus Ultra.... Műsorvezető

## Díjak és jelölések
India Catalina-díj
| Év   | Kategória                  | Telenovella         | Eredmény |
| ---- | -------------------------- | ------------------- | -------- |
| 2012 | Legjobb női főszereplő     | Doña Bella          | Jelölve  |
| 2005 | Legjobb női főszereplő     | Dora, la celadora   | Elnyerte |
| 2004 | Legjobb női mellékszereplő | Pasión de gavilanes | Elnyerte |

TVyNovelas-díj (Kolumbia)
| Év   | Kategória              | Telenovella | Eredmény |
| ---- | ---------------------- | ----------- | -------- |
| 2012 | Legjobb női főszereplő | Doña Bella  | Jelölve  |
| 1998 | Legjobb új színésznő   | Dos mujeres | Jelölve  |